# Plumwood
Plumwood – jednostka osadnicza w Stanach Zjednoczonych, w stanie Ohio, w hrabstwie Madison.